# Runcorn
Runcorn es una localidad industrial y puerto de cargas en Cheshire, Inglaterra. Se encuentra en el Borough de Halton. En 2020, Runcorn contaba con una población de 62 479 habitantes. El pueblo se encuentra emplazado sobre la orilla sur del río Mersey, donde el estuario se angosta para formar el Runcorn Gap. Directamente al norte, en la otra orilla del río Mersey, se encuentra la localidad de Widnes. Aguas arriba, a unos 12 km al noreste, se encuentra el pueblo de Warrington, y aguas abajo, a unos 25 km al oeste, la ciudad de Liverpool. Fue fundada por Ethelfleda en 915, como fuerte defensivo para hacer frente a las incursiones vikingas.
El canal de Mánchester corre a lo largo de la costa de Runcorn por el río Mersey; el canal Bridgewater termina en la cuenca del canal en el centro del pueblo, ya que la escalera de compuertas que conducía al canal de navegación fue rellenada hace muchas décadas.
Runcorn fue una villa aislada hasta la Revolución Industrial. A fines del siglo XVIII y comienzos del siglo XIX era una estación de veraneo. Para finales del siglo XVIII, se comenzó a desarrollar un puerto sobre la costa sur del río Mersey. Durante el siglo XIX, se asentaron industrias de jabón y álcalis, canteras, astilleros marinos, ingeniería y curtido. Para comienzos del siglo XX, las principales industrias eran la química y el curtido.
Excepto por las químicas, todas las industrias antiguas han desaparecido y en la actualidad se ha diversificado la actividad comercial e industrial, especialmente impulsadas por la conexión al sistema de autopistas y al desarrollo de centros de logística y distribución. Durante las décadas de 1960 y 1970 se desarrolló un nuevo núcleo poblacional hacia el este y zonas de residencias urbanas, lo cual ha permitido que la población creciera de unos 26,000 habitantes a 70,000 habitantes a comienzos del siglo XXI.